# Rusko na Letních olympijských hrách 2004
Rusko na Letních olympijských hrách 2004 v Athénách reprezentovalo 446 sportovců, z toho 244 mužů a 202 žen. Nejmladším účastníkem byla Julia Koltunová (15 let, 105 dní), nejstarší pak Sergej Alifirenko (45 let, 213 dní) . Reprezentanti vybojovali 92 medailí, z toho 27 zlatých, 27 stříbrných a 38 bronzových.

## Medailisté
| Medaile | Jméno | Sport                   | Disciplína                             |
| ------- | --- | ----------------------- | -------------------------------------- |
| Zlato   | Jurij Borzakovskij | Atletika                | Muži běh na 800 m                      |
| Zlato   | Jelena Isinbajevová | Atletika                | Ženy skok o tyči                       |
| Zlato   | Olga Kuzenkovová | Atletika                | Ženy hod kladivem                      |
| Zlato   | Taťjana Lebeděvová | Atletika                | Ženy skok do dálky                     |
| Zlato   | Natalja Sadovová | Atletika                | Ženy hod diskem                        |
| Zlato   | Jelena Slesarenková | Atletika                | Ženy skok vysoký                       |
| Zlato   | Alexej Tiščenko | Box                     | Muži pérová váha do 57 kg              |
| Zlato   | Gajdarbek Gajdarbekov | Box                     | Muži váha střední do 75 kg             |
| Zlato   | Alexandr Povětkin | Box                     | Muži váha supertěžká nad 91 kg         |
| Zlato   | Michail Ignaťjev | Cyklistika              | Muži bodovací závod                    |
| Zlato   | Olga Sljusarevová | Cyklistika              | Ženy bodovací závod                    |
| Zlato   | Karina Aznavurjanová Oksana Jermakovová Taťjana Logunovová Anna Sivkovová | Šerm                    | Družstvo žen kord                      |
| Zlato   | Alina Kabajevová | Moderní gymnastika      | Ženy víceboj – jednotlivci             |
| Zlato   | Olesja Belugina Olga Glackich Taťjana Kurbakova Natalja Lavrovová Jelena Murzina Jelena Posevina | Moderní gymnastika      | Družstvo žen                           |
| Zlato   | Andrej Moisejev | Moderní pětiboj         | Muži                                   |
| Zlato   | Sergej Fedorovcev Igor Kravcov Nikolaj Spiněv Alexej Svirin | Veslování               | Muži párová čtyřka                     |
| Zlato   | Alexej Alipov | Sportovní střelba       | Muži trap                              |
| Zlato   | Michail Něstrujev | Sportovní střelba       | Muži 50 m libovolná pistole            |
| Zlato   | Ljubov Galkina | Sportovní střelba       | Ženy 50 m libovolná malorážka 3×20 ran |
| Zlato   | Anastasija Davydovová Anastasija Jermakova | Synchronizované plavání | Ženy dvojice                           |
| Zlato   | Jelena Azarova Olga Brusnikina Anastasija Davydovová Anastasija Jermakova Elvira Chasjanova Marija Kiseljova Olga Novokščenova Anna Šorina | Synchronizované plavání | Družstvo žen                           |
| Zlato   | Dmitrij Berestov | Vzpirání                | Muži 105 kg                            |
| Zlato   | Mavlet Batyrov | Zápas                   | muži – volný styl do 55 kg             |
| Zlato   | Buvajsar Sajtijev | Zápas                   | Muži freestyle 74 kg                   |
| Zlato   | Chadžimurat Gacalov | Zápas                   | muži – volný styl do 96 kg             |
| Zlato   | Alexej Mišin | Zápas                   | muži – řecko-římský do 84 kg           |
| Zlato   | Chasan Barojev | Zápas                   | muži – řecko-římský do 120 kg          |
| Stříbro | Děnis Nižegorodov | Atletika                | Muži chůze na 50 km                    |
| Stříbro | Světlana Feofanovová | Atletika                | Ženy skok o tyči                       |
| Stříbro | Olimpiada Ivanovová | Atletika                | Ženy chůze na 20 km                    |
| Stříbro | Irina Simaginová | Atletika                | Ženy skok do dálky                     |
| Stříbro | Taťjana Tomašovová | Atletika                | Ženy běh na 1 500 m                    |
| Stříbro | Olga Fjodorovová Irina Chabarovová Larisa Kruglovová Julia Tabakovová | Atletika                | Ženy štafeta 4 × 100 m                 |
| Stříbro | Olesja Krasnomovecová Natalja Nazarovová Olesja Zykinová Natalja Anťuchová Taťjana Firovová (rozběh) Natalja Ivanovová (rozběh) | Atletika                | Ženy štafeta 4 × 400 m                 |
| Stříbro | Alexandr Kostoglod Alexandr Kovaljov | Kanoistika              | Muži C-2 1000 m                        |
| Stříbro | Vjačeslav Jekimov | Cyklistika              | Muži časovka jednotlivců               |
| Stříbro | Tamilla Abasova | Cyklistika              | Ženy sprint                            |
| Stříbro | Věra Iljinová Julija Pachalinová | Skoky do vody           | Ženy synchronizované skoky z prkna 3 m |
| Stříbro | Natalja Gončarovová Julija Koltunovová | Skoky do vody           | Ženy synchronizované skoky z věže 10 m |
| Stříbro | Světlana Chorkinová | Sportovní gymnastika    | Ženy víceboj – jednotlivci             |
| Stříbro | Irina Čaščina | Moderní gymnastika      | Ženy víceboj – jednotlivci             |
| Stříbro | Alexandr Moskalenko | Skoky na trampolíně     | Muži                                   |
| Stříbro | Vitalij Makarov | Judo                    | Muži 73 kg                             |
| Stříbro | Tamerlan Tmenov | Judo                    | Muži +100 kg                           |
| Stříbro | Alexandr Blinov | Sportovní střelba       | Muži 10 m průběžný cíl                 |
| Stříbro | Michail Něstrujev | Sportovní střelba       | Muži 10 m vzduchová pistole            |
| Stříbro | Sergej Poljakov | Sportovní střelba       | Muži 25 m rychlopalná pistole          |
| Stříbro | Ljubov Galkina | Sportovní střelba       | Ženy 10 m vzduchová puška              |
| Stříbro | Stanislava Komarova | Plavání                 | Ženy 200 m znak                        |
| Stříbro | Jevgenija Artamonova Olga Čukanova Jekaterina Gamova Alexandra Korukovecová Olga Nikolajeva Jelena Plotnikova Natalja Safronova Ljubov Sokolova Marina Šešenina Irina Tebenichina Jelizaveta Tiščenko Jelena Ťurina                                   | Volejbal                | turnaj žen                             |
| Stříbro | Chadžimurad Akkajev | Vzpirání                | Muži 94 kg                             |
| Stříbro | Natalja Zabolotnaja | Vzpirání                | Ženy 75 kg                             |
| Stříbro | Guzel Maňurova | Zápas                   | ženy – volný styl do 72 kg             |
| Stříbro | Hejdar Mammadalijev | Zápas                   | muži – řecko-římský do 55 kg           |
| Bronz   | Daniil Burkeňa | Atletika                | Muži trojskok                          |
| Bronz   | Sergej Makarov | Atletika                | Muži hod oštěpem                       |
| Bronz   | Alexej Vojevodin | Atletika                | Muži chůze na 50 km                    |
| Bronz   | Natalja Anťuchová | Atletika                | Ženy běh na 400 m                      |
| Bronz   | Taťjana Kotovová | Atletika                | Ženy skok do dálky                     |
| Bronz   | Světlana Kriveljovová | Atletika                | Ženy hod kouli                         |
| Bronz   | Taťjana Lebeděvová | Atletika                | Ženy trojskok                          |
| Bronz   | Anna Archipova Olga Artěšina Jelena Baranova Diana Gustilina Marija Kalmykova Jelena Karpova Ilona Korstinová Irina Osipova Oxana Rachmatulina Taťjana Ščogolevová Marija Stěpanova Natalja Vodopjanova                                               | Basketbal               | Turnaj žen                             |
| Bronz   | Sergej Kazakov | Box                     | Muži váha lehká muší do 49 kg          |
| Bronz   | Murat Chračov | Box                     | Muži lehká váha do 60 kg               |
| Bronz   | Oleg Saitov | Box                     | Muži váha lehká střední do 69 kg       |
| Bronz   | Maxim Opalev | Kanoistika              | Muži C-1 500 m                         |
| Bronz   | Alexandr Kostoglod Alexandr Kovaljov | Kanoistika              | Muži C-2 500 m                         |
| Bronz   | Olga Sljusarevová | Cyklistika              | Ženy silniční závod jednotlivců        |
| Bronz   | Dmitrij Sautin | Skoky do vody           | Muži prkno 3 m                         |
| Bronz   | Julija Pachalinová | Skoky do vody           | Ženy prkno 3 m                         |
| Bronz   | Pavel Kolobkov | Šerm                    | Muži kord                              |
| Bronz   | Renal Ganějev Jurij Molčan Ruslan Nasibulin Vjačeslav Pozdňakov | Šerm                    | Družstvo mužů fleret                   |
| Bronz   | Sergej Šarikov Alexej Ďjačenko Stanislav Pozdňakov Alexej Jakimenko | Šerm                    | Družstvo mužů šavle                    |
| Bronz   | Anna Pavlovová | Sportovní gymnastika    | Ženy přeskok                           |
| Bronz   | Ljudmila Ježova Světlana Chorkinová Marija Krjučkova Anna Pavlovová Jelena Zamolodčikova Natalja Ziganšina | Sportovní gymnastika    | Družstvo žen                           |
| Bronz   | Pavel Baškin Michail Čipurin Alexandr Gorbatikov Vjačeslav Gorpišin Vitalij Ivanov Eduard Kokšarov Alexej Kostygov Děnis Krivošlykov Vasilij Kudinov Oleg Kulešov Andrej Lavrov Sergej Pogorelov Alexej Rastvorcev Dmitrij Torgovanov Alexandr Tučkin | Házená                  | Turnaj mužů                            |
| Bronz   | Dmitrij Nosov | Judo                    | Muži 81 kg                             |
| Bronz   | Chasanbi Taov | Judo                    | Muži 90 kg                             |
| Bronz   | Tea Donguzašviliová | Judo                    | Ženy +78 kg                            |
| Bronz   | Sergej Alifirenko | Sportovní střelba       | Muži 25 m rychlopalná pistole          |
| Bronz   | Vladimir Isakov | Sportovní střelba       | Muži 10 m vzduchová pistole            |
| Bronz   | Dimitrij Lykin | Sportovní střelba       | Muži 10 m průběžný cíl                 |
| Bronz   | Pavel Abramov Sergej Baranov Stanislav Dinějkin Andrej Jegorčev Alexej Kazakov Vadim Chamutckich Taras Chtěj Alexandr Kosarev Alexej Kulešov Sergej Teťuchin Konstantin Ušakov Alexej Verbov                                                          | Volejbal                | turnaj mužů                            |
| Bronz   | Roman Balašov Alexandr Fjodorov Sergej Garbuzov Dmitrij Gorškov Nikolaj Kozlov Nikolaj Maximov Andrej Rekečinskij Dmitrij Stratan Revaz Čomachidze Alexandr Jeryšov Vitalij Jurčik Marat Zakirov Irek Zinnurov                                        | Vodní pólo              | Turnaj mužů                            |
| Bronz   | Oleg Perepečonov | Vzpirání                | Muži 77 kg                             |
| Bronz   | Eduard Ťukin | Vzpirání                | Muži 94 kg                             |
| Bronz   | Gleb Pisarevskij | Vzpirání                | Muži 105 kg                            |
| Bronz   | Zarema Kasajeva | Vzpirání                | Ženy 69 kg                             |
| Bronz   | Valentina Popovová | Vzpirání                | Ženy 75 kg                             |
| Bronz   | Machač Murtazalijev | Zápas                   | muži – volný styl do 66 kg             |
| Bronz   | Sadžid Sadžidov | Zápas                   | muži – volný styl do 84 kg             |
| Bronz   | Varteres Samurgašev | Zápas                   | muži – řecko-římský do 74 kg           |